# Voyeurist
Voyeurist è il nono album in studio del gruppo musicale statunitense Underoath, pubblicato nel 2022.

## Tracce
1. Damn Excuses – 2:37
2. Hallelujah – 3:01
3. I'm Pretty Sure I'm Out of Luck and Have No Friends – 3:45
4. Cycle (featuring Ghostemane) – 4:13
5. Thorn – 4:36
6. (No Oasis) – 2:49
7. Take a Breath – 3:26
8. We're All Gonna Die – 3:19
9. Numb – 3:41
10. Pneumonia – 7:12

## Formazione
- Timothy McTague – chitarra, cori
- Christopher Dudley – tastiera, sintetizzatore
- Aaron Gillespie – batteria, voce, piano
- Spencer Chamberlain – voce, chitarra
- Grant Brandell – basso
- James Smith – chitarra